# Municipio de Smith (Dakota del Norte)
El municipio de Smith (en inglés: Smith Township) es un municipio ubicado en el condado de Towner en el estado estadounidense de Dakota del Norte. En el año 2010 tenía una población de 16 habitantes y una densidad poblacional de 0,14 personas por km².

## Geografía
El municipio de Smith se encuentra ubicado en las coordenadas 48°56′34″N 99°11′17″O / 48.94278, -99.18806. Según la Oficina del Censo de los Estados Unidos, el municipio tiene una superficie total de 113.87 km², de la cual 112,12 km² corresponden a tierra firme y (1,54 %) 1,75 km² es agua.

## Demografía
Según el censo de 2010, había 16 personas residiendo en el municipio de Smith. La densidad de población era de 0,14 hab./km². De los 16 habitantes, el municipio de Smith estaba compuesto por el 100 % blancos. Del total de la población el 0 % eran hispanos o latinos de cualquier raza.